# Xian de Lingshan
Le xian de Lingshan (灵山县 ; pinyin : Língshān Xiàn) est un district administratif de la région autonome du Guangxi en Chine. Il est placé sous la juridiction de la ville-préfecture de Qinzhou.La population du district était de 1 557 800 habitants en 2010.
pendant presque mille ans, le comté de lingshan était dirigé par le guangdong, depuis 1965, il faisait partie de la région Zhuang autonome du guangxi